# Frank Fielding
Francis David Fielding, meglio noto come Frank Fielding (Blackburn, 4 aprile 1988), è un calciatore inglese, portiere dello Stoke City.

## Carriera

### Club
Il 9 maggio 2011 il Derby County ufficializza l'acquisto di Frank Fielding dal Blackburn Rovers per £400.000.
Dopo l'esperienza al Derby, Frank Fielding viene acquistato dal Bristol City FC.

### Nazionale
Fielding ha giocato per due delle rappresentative giovanili dell'Inghilterra: Inghilterra under 19 e Inghilterra under 21.

## Palmarès

### Club

#### Competizioni nazionali
- Football League One: 1

Bristol City: 2014-2015
- Football League Trophy: 1

Bristol City: 2014-2015